# Paraprefica
La paraprefica (gen. Paraprefica) è un uccello estinto appartenente ai caprimulgiformi, vissuto nell'Eocene medio (circa 48 milioni di anni fa). I suoi resti sono stati ritrovati in Germania, nel ben noto giacimento di Messel.

## Descrizione
Questo uccello è noto per alcuni resti fossili che includono uno scheletro completo, con tanto di cranio perfettamente conservato, ed è uno degli uccelli eocenici meglio conservati. Paraprefica, di dimensioni piuttosto modeste, doveva essere vagamente simile all'odierno nittibio (gen. Nyctibius). Il capo era dotato di un sottile becco e di un'apertura boccale molto ampia, mentre le ali erano relativamente ampie, anche se non come quelle della forma attuale.

## Classificazione

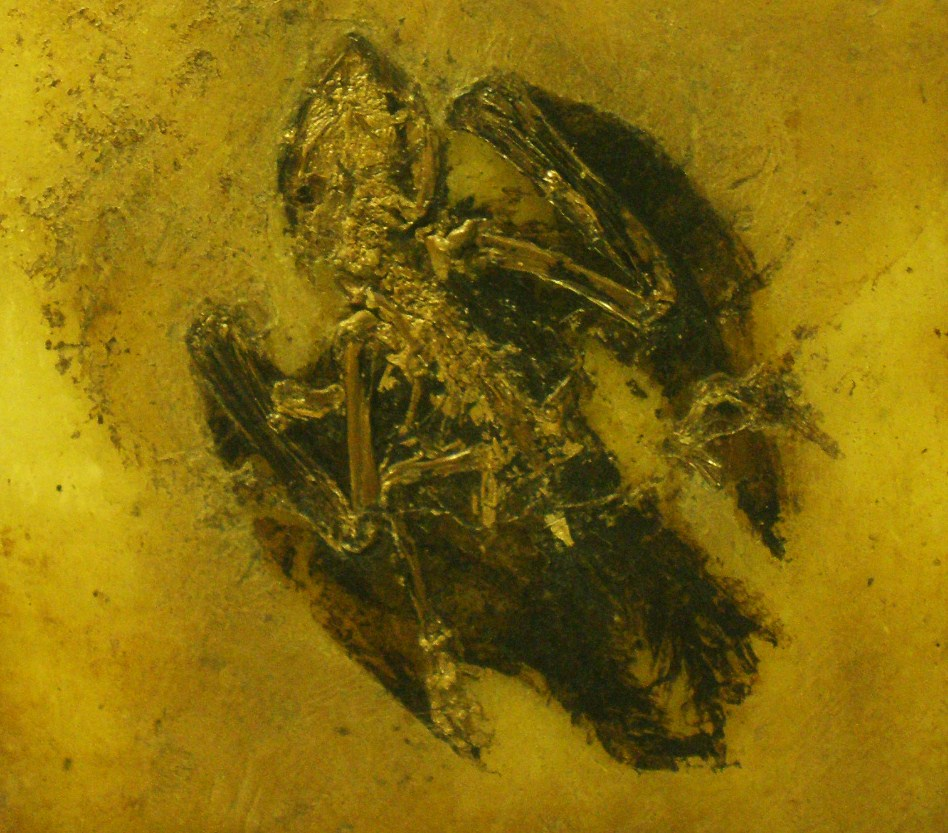
Fossile di Paraprefica kelleri

Descritto per la prima volta nel 1999, questo uccello è stato in un primo tempo accostato al genere Prefica, un fossile nordamericano strettamente imparentato con l'attuale guaciaro (Steatornis caripensis). In seguito, però, nuove ricerche (Mayr 2005) hanno indicato che Paraprefica possedeva caratteristiche riscontrabili esclusivamente nella famiglia Nyctibiidae, dell'ordine dei caprimulgiformi; è possibile che le somiglianze osteologiche tra Prefica e Paraprefica fossero dovute a caratteri primitivi riconducibili a tutti i cipselomorfi, il gruppo che comprende anche i caprimulgiformi. Al genere Paraprefica sono attribuibili due specie: P. kelleri, la meglio conosciuta, e P. major.